# إيفا ماريا ويستبرويك
إيفا ماريا ويستبرويك (بالهولندية: Eva-Maria Westbroek) (و. 1970  م) هي مغنية، ومغنية أوبرا، وموسيقية، ومؤدية هولندية، ولدت في بلفاست.

## التعليم
تعلمت في Royal Conservatory of The Hague ‏
.

## روابط خارجية
- إيفا ماريا ويستبرويك على موقع IMDb (الإنجليزية)
- إيفا ماريا ويستبرويك على موقع ميوزك برينز (الإنجليزية)
- إيفا ماريا ويستبرويك على موقع أول ميوزيك (الإنجليزية)
- إيفا ماريا ويستبرويك على موقع ديسكوغز (الإنجليزية)
- إيفا ماريا ويستبرويك على موقع قاعدة بيانات الفيلم (الإنجليزية)